# 여섯 황제의 해

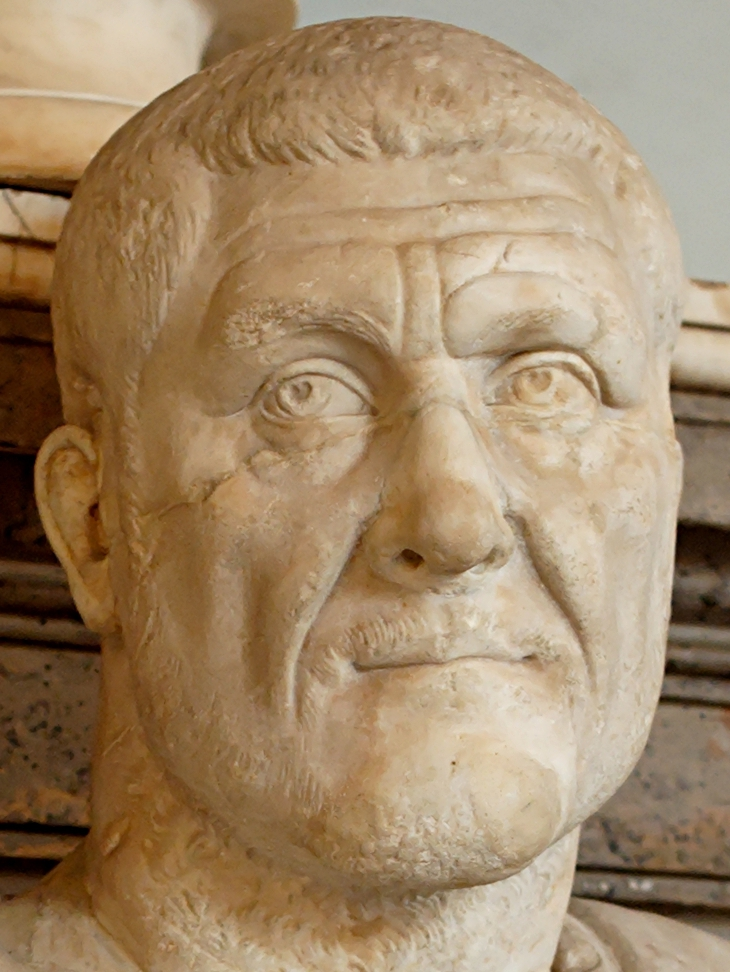
3세기의 위기 시대를 촉발 시킨 막시미누스 트락스

여섯 황제의 해 시대는 235년 세베루스 왕조의 마지막 황제였던 세베루스 알렉산데르가 자신의 병사들에게 살해되며 막시미누스 트락스가 즉위한 이후부터 주후238년 고르디아누스 3세 시기 까지 여섯 명의 황제들이 내전 끝에 무려 1년에만 6명이 교체된 시기를 말한다.

## 배경

### 막시미누스 트락스
막시미누스 트락스(라틴어:Gaius Julius Verus Maximinus Thrax,173년~238년)는 3세기의 위기(군인 황제 시대)를 알린 첫 번째 황제로 세베루스 알렉산데르 황제가 게르마니아 전선에서 전투를 할 때에 군대를 부추겨 황제를 살해 하도록 유도하였고, 결국 세베루스 알렉산데르는 자신의 군대의 손에 죽음을 맞이 했다. 본래 막시미누스는 고귀한 귀족의 신분이 아닌 미천한 야만족 혼혈 출신의 군인이었다. 그는 선대 황제를 살해한 이후 로마의 법과 제도, 예술을 무시하고  평소 자신을 무시한 귀족들을 숙청하며 폭정을 일삼았다. 또한 자신이 의심이 가는 신하는 반드시 제거 하였다. 그러자 이에 반발하여 여러 속주에서 반란이 일어 났는데, 특히 아프리카에서 일어난 반란에서 당시 아프리카 총독 이었던 고르디아누스 부자를 추대하였고, 이는 막시미누스의 몰락의 시작 이었다. 이후 고르디아누스 부자가 토벌되었지만 반란의 불씨는 제국의 전 속주를 강타하고 있었다. 결국 막시미누스의 폭정을 참다 못한 원로원 의원들은 푸피에누스와 발비누스를 새 황제로 추대하였다. 또한 원로원은 막시미누스를 '국가의 적'으로 선포 하였다. 당시 전선에서 전쟁을 지휘하고 있던 막시미누스는 크게 분노하여 군대를 이끌고 남하하여 이들을 진압하고자 하였으나 푸피에누스가 이끄는 노련한 군대에 의해 아퀼레이아에서 막히게 되고, 부하들의 불만이 쌓인 채 병영에서 부하들에게 아들과 함께 살해됐다.

### 고르디아누스 1세
고르디아누스 1세(라틴어:Marcus Antonius Gordianus Sempronianus Romanus,158년~238년)는 부계 쪽으로는 그라쿠스 가문의 후손이었고, 모계로는 네르바-안토니누스 왕조의 트라야누스 가문의 후손이었다. 덕분에 그는 명문가의 위엄이 있었고, 고상한 취미와 자비로운 성격으로 주변 인물들의 존경을 받아온 사람이었다. 그러던 238년 즈음 막시미누스의 폭정을 견디다 못한 아프리카 속주민들이 아프리카 총독인 고르디아누스를 황제로 추대하였고, 결국 고르디아누스와 그의 아들은 아프리카 속주민들의 열혈한 환호속에 원로원 또한 막시미누스의 폭정에 불만이 많았던 상태여서 원로원의 승인까지 받았다. 하지만 황제가 된 기쁨도 잠시 마우리타니아의 총독 카펠리아누스가 이끄는 진압군에 패하자 고르디아누스 1세는 자결한다.

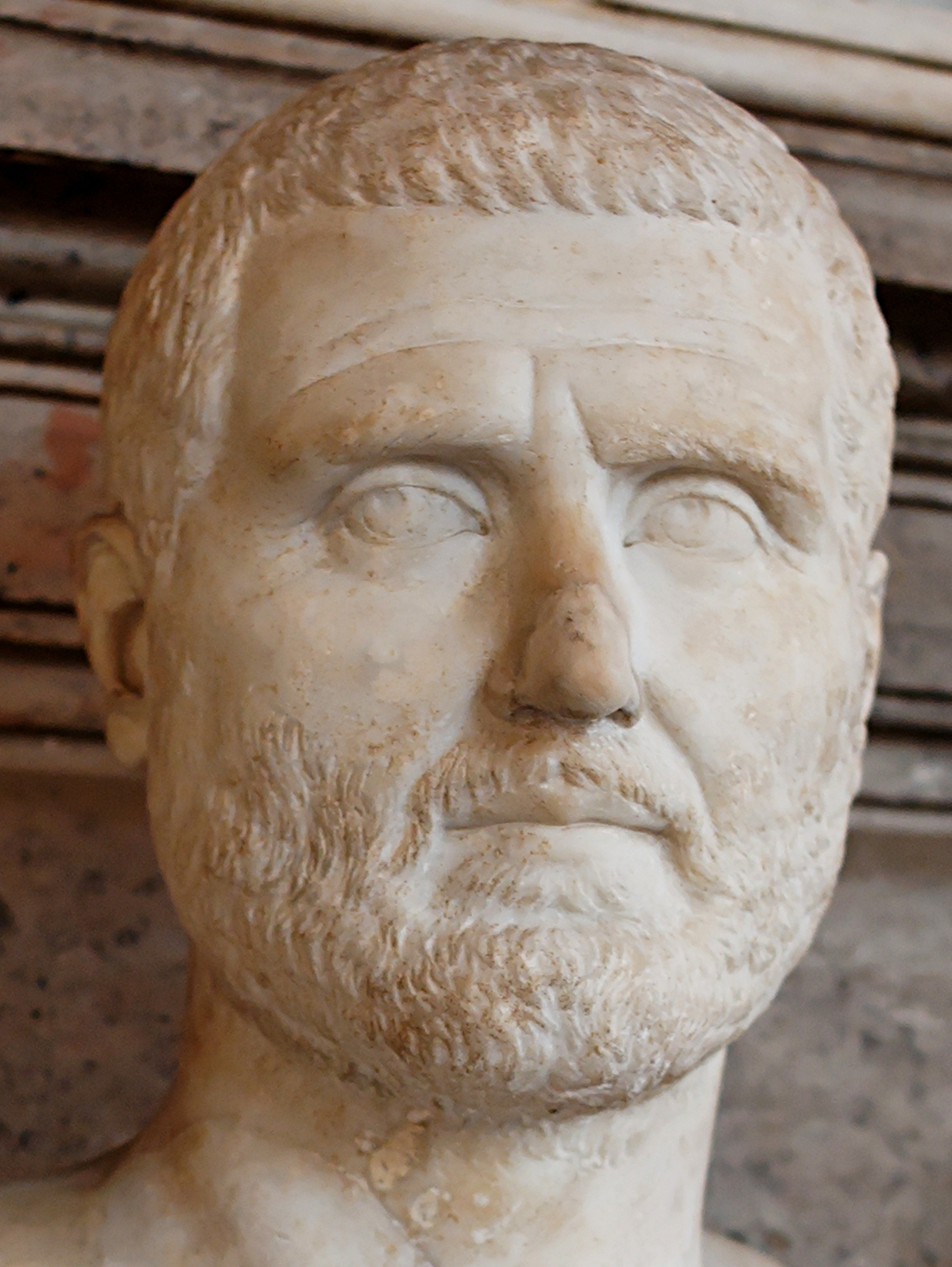
고르디아누스 1세

### 고르디아누스 2세
고르디아누스 2세(라틴어:Marcus Antonius Gordianus Sempronianus Romanus,192년~238년)는 고르디아누스 황제의 아들로 막시미누스의 폭정에 반발한 아프리카 속주민들의 지지속에 아버지와 공동 황제로 추대 되었다.      하지만 곧이어 막시미누스가 자신들을 토벌하기 위하여 군대를 이끌고 진압 하러 오고 있다는 사실과 마우리티니아의 총독 이었던 카펠리아누스가 카르타고로 진군해오고 있다는 소식을 듣자 나약한 군대를 이끌고 카펠리아누스에게 대적하려 했으나 패하며 전사하였다.

### 푸피에누스
푸피에누스(라틴어:Marcus Clodius Pupienus Maximus,168년~238년)는 비록 출신이 미천 하지만 고르디아누스 1,2세가 패망하자 원로원이 막시미누스의 군대에 대항하기 위하여 발비누스와 함께  70대의 나이로  제국의 새 황제로 선출된 인물이다. 로마 집정관을 지낸 경력이 있으며 이미 제국의 총독을 지내며 그 능력을 인정 받아온 인물 이었다. 막시미누스는 분노하여 이미 고르디아누스 부자 사망 이후 2명의 황제가 선출되며 원로원과의 화해는 불발되었고, 이에 복수를 다짐한 막시미누스는 군대를 이끌고 도나우강변에서 테베레강변으로 이동하였다. 하지만 능숙한 지휘관 이었던 푸피에누스가 아퀴렐리아에서 막시미누스가 이끄는 군대의 공격을 성공적으로 막아내는데 성공했고, 결과적으로는 국가의 공적 막시미누스를 죽이는 데에 성공하였다. 하지만 평화가 찾아온 것과는 다르게 발비누스와 푸피에누스는 사이가 점점 더 멀어져 갔고, 결국 서로를 의심한 채 이 둘에게 불만을 품은 근위대에게 잔인한 고문까지 당하며 살해된다.

### 발비누스
발비누스(라틴어:Decimus Caelius Calvinus Balbinus,178년~238년)는 본래 로마 명문가 출신이다. 발비누스는 60세의 나이로 고르디아누스 부자 사망 이후 푸피에누스와 더불어 공동 황제로 선출되었다. 발비누스는 비록 푸피에누스처럼 군대를 지휘하는 능력이 뛰어나지는 않지만 이미 제국에서 뛰어난 행정관이며 귀족이 었고, 또한 부자이며 온화한 인품을 가진 소유자였다. 또한 발비누스는 2번의 집정관을 지낸 경험을 갖추고 있던 인물이기도 하였다. 푸피에누스가 막시미누스를 막아내는데 성공하며 푸피에누스와 협력하여 제국을 황금기로 되돌리겠다고 선언은 하였지만 푸피에누스와의 통치 방식과 성격의 차이로 관계가 악화되어 갔다. 결국 평소 이 둘에게 불만이 있던 근위대가 로마 시민들이 카피톨 경기에 몰두한 사이를 틈타 두 황제의 거처를 습격하여 이 둘을 납치한 다음 수천 번 난도질 하며 처형하였다.

### 고르디아누스 3세
고르디아누스 3세(라틴어;Marcus Antonius Gordianus,225년~244년)는 고르디아누스 1세의 외손자이며 고르디아누스 2세의 외조카 이기도 했다. 그는 외할아버지와 외삼촌이 몰락하자 이후 13살에 원로원이 푸피에누스와 발비누스를 황제로 선포할 당시 로마 시민들 또한 거리로 몰려들어 고르디아누스 가문의 후손인 고르디아누스를 로마의 황제로 인정해 줄 것을 요구 했고 로마 원로원들은 고르디아누스를 로마의 황제로 인정해 주었다. 같은 공동 황제로 선출 되었던 푸피에누스와 발비누스가 불화 속에 자객들에게 살해 되자 근위대의 추대를 받아 단독 황제가 되었다. 근위대는 황제가 로마 시민과 원로원에게 인기가 많고, 또한 나이도 어려 거만한 근위대는 방종한 생활을 할 수 있을 거란 생각에 고르디아누스를 단독 황제로 추대 하였다. 고르디아누스는 성장하며 근위대장이며 장인인 미시테우스의 도움 아래 성장해 갔고, 사산조 페르시아의 침입 또한 막아내는 데 에는 어느 정도 성공하였으나 장인 이었던 미시테우스가 사망한 이후 근위대장 필리푸스에게 살해된다.

## 같이 보기
- 네 명의 황제의 해
- 다섯 황제의 해